# Алджі Сміт
Олджі Сміт (нар. 7 листопада 1994) — американський актор і співак. Після появи в кількох невеликих телевізійних ролях Сміт вперше здобув популярність, виконавши роль Ральфа Тресванта в міні-серіалі The New Edition Story. Того ж року він отримав визнання критиків у ролі Ларрі Ріда у фільмі Кетрін Бігелоу «Детройт». Зараз він грає роль у драматичному серіалі HBO «Ейфорія».

## Раннє життя
Сміт народився у Сагіно, штат Мічиган. У віці восьми років він та його сім'я переїхали з Мічигану до Атланти, де він почав свою акторську кар'єру. Маючи музиканта батька і модельєра мати, Сміт був добре заглиблений у мистецтво, а також завершив свій перший запис репу у віці 9 років. За цей час він здобув кілька другорядних телевізійних ролей; ті, з яких він заслуговує на «вдосконалення свого ремесла». Сміт навчався вдома для середньої школи. Він покинув Атланту, штат Джорджія, і переїхав до Лос-Анджелеса у віці 20 років

## Фільмографія

### Фільми
| Рік      | Назва              | Роль          | Примітки |
| -------- | ------------------ | ------------- | -------- |
| 2014 рік | Earth to Echo      | Маркус Сіммс  |          |
| 2017 рік | Детройт            | Ларрі Рід     |          |
| 2018 рік | The Hate U Give    | Халіл Харріс  |          |
| 2021 рік | Юда і Чорний Месія | Джейк Вінтерс |          |
| 2021 рік | Мама/Android       | Сем           |          |

### Телебачення
| Рік            | Назва                  | Роль           | Примітки                               |
| -------------- | ---------------------- | -------------- | -------------------------------------- |
| 2012 рік       | Як рокувати            | Спенсер        | 1 епізод                               |
| 2012 рік       | Армійські дружини      | Сем            | 1 епізод                               |
| 2012 рік       | Хай світить            | Da Boss        | телефільм                              |
| 2015 рік       | Ускладнення            | Тео            | 2 епізоди                              |
| 2016 рік       | The Infamous           | Данте          | телефільм                              |
| 2016 рік       | Ось ми знову           | Воррен         | 1 епізод                               |
| 2016 рік       | Святі та грішники      | EJ             | 1 епізод                               |
| 2017 рік       | Історія нового видання | Ральф Тресвант | телевізійний міні-серіал; головна роль |
| 2018 рік       | Електричні сни         | Каве           | 1 епізод                               |
| 2018 рік       | Історія Боббі Брауна   | Ральф Тресвант | телевізійний міні-серіал; 2 епізоди    |
| 2019 — дотепер | Ейфорія                | Кріс Маккей    | головна роль                           |

## Дискографія

### ВП
| Назва  | Деталі                                                                                 |
| ------ | -------------------------------------------------------------------------------------- |
| Listen | - Випущено: 23 червня 2017 року - Лейбл: Access Records - Формат: цифрове завантаження |
| 24     | - Випуск: 8 листопада 2018 року - Формат: цифрове завантаження                         |
| Atl    | - Випущено 2019 року - Формат: цифрове завантаження                                    |